# Aleksander Resev
Aleksander Resev (ur. 23 stycznia 1905 w Gatczynie, zm. 24 października 1970 w Tallinnie) – estoński komunista, ludowy komisarz/minister spraw wewnętrznych Estońskiej SRR (1944-1951), generał major, funkcjonariusz NKWD.

## Życiorys
W 1920 skończył szkołę miejską w Narwie, w marcu 1922 wstąpił do Niezależnej Socjalistycznej Partii Robotniczej Estonii, a w czerwcu 1923 do Partii Pracujących Estonii. Pracował w fabryce, jednocześnie kolportował komunistyczne gazety, od marca 1923 do stycznia 1924 był sekretarzem związku zawodowego metalowców Tallina. W styczniu 1924 został aresztowany, następnie skazany z „Procesie 149” na 15 lat więzienia. Po zwolnieniu w maju 1938 pracował w kasach chorych, od listopada 1938 do maja 1940 odbywał służbę wojskową w Viljandi i Tallinie. W lipcu 1940 został sekretarzem Centralnej Rady Związków Zawodowych Estonii, od lipca 1940 do marca 1944 był kierownikiem Wydziału Organizacyjno-Instruktorskiego KC Komunistycznej Partii Estonii. Od 24 marca 1944 do 3 lutego 1951 ludowy komisarz/minister spraw wewnętrznych Estońskiej SRR w stopniu komisarza bezpieczeństwa państwowego, a od 9 lipca 1945 generała majora. W 1949 eksternistycznie ukończył szkołę średnią, w 1950 zaocznie dwa semestry Wyższej Szkoły Partyjnej przy KC WKP(b). Od 30 kwietnia 1951 do października 1952 zastępca szefa Zarządu MWD obwodu kostromskiego, od października 1952 do czerwca 1953 na kursach doskonalących kadry kierowniczej przy Wyższej Szkole MWD ZSRR, od czerwca 1953 do 24 listopada 1954 naczelnik Tallińskiej Szkoły Milicji MWD ZSRR, następnie zwolniony ze służby z powodu choroby.

## Odznaczenia
- Order Czerwonego Sztandaru (dwukrotnie)
- Order Wojny Ojczyźnianej I klasy (18 czerwca 1946)
- Order Czerwonej Gwiazdy (24 sierpnia 1949)

i 3 medale.